# Draslíkový kanál

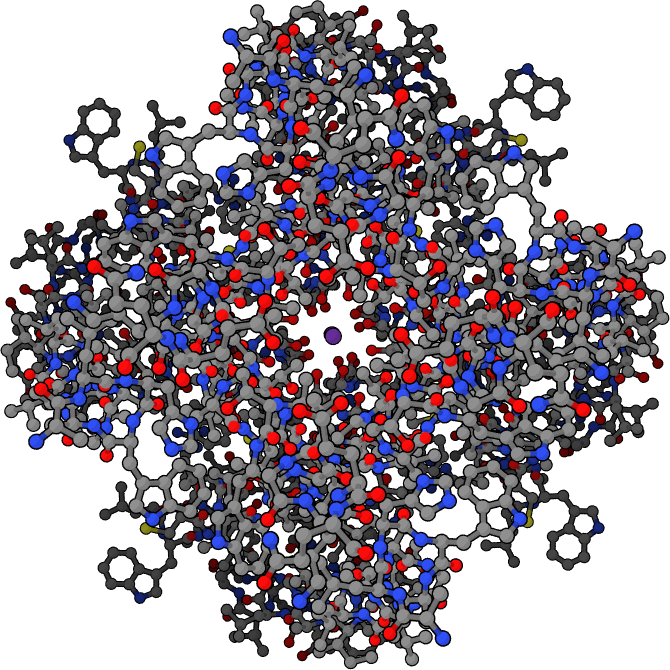
Draslíkový kanál „z průřezu“, uvnitř je fialový atom draslíku procházející přes membránu

Draslíkový kanál je iontový kanál umožňující kontrolovaný transport iontů draslíku přes membránu. Obvykle se jedná o kanály, které propouštějí draslík ven z buňky a v nejtypičtějším případě jsou umístěny na cytoplazmatických membránách nervových buněk. Zde se podílí na vzniku nervových vzruchů, podílejí se na obnově klidového potenciálu a regulaci vzniku akčních potenciálů.
Obecně však mohou draslíkové kanály spadat do několika kategorií: některé se otevírají vlivem změněné polarity membrány (napěťově řízené kanály), jiné reagují na zvýšenou koncentraci vápníku nebo zvýšení poměru ATP/ADP v buňce, další reagují až po navázání ligandu na receptor. Draslíkové kanály mají obvykle šest nebo dvě transmembránové domény.
| Třída                                        | Podřídy | Funkce | Blokátory                                                          | Aktivátory                                      |
| Vápnikem aktivovaný draslíkový kanál 6T & 1P | - BK kanál - SK kanál - IK kanál | - inhibice důsledkem zvýšení intracelulární koncentrace vápníku, aktivovány částí metabotropních (Gq) receptorů | - charybdotoxin, iberiotoxin - apamin                              | - 1-EBIO - NS309 - CyPPA                        |
| Inwardly rectifying 2T & 1P                  | - ROMK (Kir1.1) | - recyklace a vylučování draslíku v nefron                                                                      | - Neselektivně: Ba2+, Cs+                                          | - none                                          |
| Inwardly rectifying 2T & 1P                  | - GPCR regulated (Kir3.x) | - zprostředkuje inhibici mnohaGPCRs                                                                             | - GPCR antagonisté - ifenprodil                                    | - GPCR agonisté                                 |
| Inwardly rectifying 2T & 1P                  | - ATP-sensitive (Kir6.x) | - zavřený pokud je dost ATP k sekreci inzulinu                                                                  | - glibenclamid - tolbutamid                                        | - diazoxid - pinacidil - minoxidil - nicorandil |
| Tandememová doména 4T & 2P                   | - TWIK (TWIK-1, TWIK-2, KCNK7) - TREK (TREK-1, TREK-2, TRAAK) - TASK (TASK-1, TASK-3, TASK-5) - TALK (TASK-2, TALK-1, TALK-2) - THIK (THIK-1, THIK-2) - TRESK | - podporuje klidový membránový potenciál, otevřené i při klidovém mebrálovém potenciálu                         | - bupivacaine - quinidine                                          | - halothane                                     |
| Napěťově řízený draslíkový kanál 6T & 1P     | - hERG (Kv11.1) - KvLQT1 (Kv7.1) | - akční potenciál repolarizace - omezuje frekvence akčních potenciálů (poruchy způsobují arytmie),              | - tetraethylamonium - 4-aminopyridin - dendrotoxins (měkteré typy) | - retigabine (Kv7)                              |